# Važec
Važec este o comună slovacă, aflată în districtul Liptovský Mikuláš din regiunea Žilina. Localitatea se află la altitudinea de 788 m deasupra n.m., se întinde pe o suprafață de 59,68 km2 și în 2017 număra 2.376 de locuitori. Se învecinează cu comuna Východná.

## Istoric
Localitatea Važec este atestată documentar din 1280.

## Demografie
| An:                | 1994 | 2004   | 2014   | 2024   |
| ------------------ | ---- | ------ | ------ | ------ |
| Număr de persoane: | 2399 | 2381   | 2361   | 2372   |
| Diferență:         |      | −0,75% | −0,83% | +0,46% |

| An:                | 2023 | 2024   |
| ------------------ | ---- | ------ |
| Număr de persoane: | 2361 | 2372   |
| Diferență:         |      | +0,46% |